# Nosemoza
Nosemoza (choroba sporowcowa, nosemosis apium) – choroba zaraźliwa pszczół dorosłych wywołana przez sporowce (mikrosporydia) z rodzaju Nosema: Nosema apis lub Nosema ceranae, które atakują komórki nabłonka jelita środkowego, skutkiem czego jest niedożywienie i osłabienie chorych osobników. Najgroźniejsza dla robotnic i trutni. 

## Historia choroby
Choroba została wykryta w 1994r. przez Ingemara Fries z Instytutu Rolniczego w szwedzkim Uppsale podczas badań prowadzonych w ramach stażu w Instytucie Pszczelarskim w Pekinie. W Europie obecność Nosema Cerana została potwierdzona na pszczole miodnej w 2005r. przez Instytut Pszczelarski w Guadalajarze oraz. na Słowacji w 2008. Badania archiwalnych próbek pszczół dowiodły, iż choroba jest obecna w krajach Ameryki Łacińskiej od połowy lat 90. XX w., natomiast w USA od 1998 r.

## Praktyki leczenia choroby
Choroba ta występuje zwykle wiosną, sprzyja jej podniesienie temperatury w ulu oraz niedobór białka. Rozprzestrzenia się drogą pokarmową, ma najczęściej przebieg utajony. Może też przebiegać z objawami biegunki, zaparcia lub napuchnięcia odwłoka, co może prowadzić do masowego umierania pszczół (wtedy zazwyczaj prowadzi to do śmierci całej rodziny). 
Choroba może być leczona objawowo antybiotykami na bazie fumagiliny, które hamują wzrost zarodników grzybów. Z powodu przenikania tego związku lub jego pochodnych do miodu w Europie obowiązuje całkowity zakaz ich stosowania.
Walka z nosemozą, bardzo powszechną w naszych pasiekach i powodującą w niektórych rejonach bardzo wysokie straty w pogłowiu. Do pomocy mamy tylko preparaty ziołowe z importu lub „domowe” mniej lub bardziej sprawdzone herbatki. Do tego dodać należy wzmożoną troskę o higienę ula, pasieczyska, pracowni, magazynu i narzędzi. Stała i systematyczna dezynfekcja sprzętu jest podstawą profilaktyki w tym względzie. Pierwszorzędną role odgrywa także wymiana węzy. Dziś uważa się, że corocznie powinniśmy wymienić 50% plastrów. Należy zaprzestać używania starych prawie czarnych plastrów będących magazynem organizmów chorobotwórczych.